# Pteropus pilosus
Pteropus pilosus is een uitgestorven vleermuis uit het geslacht Pteropus die voorkwam in Palau. Deze soort is van slechts twee exemplaren bekend, die voor 1874 zijn gevangen. De jacht is waarschijnlijk de oorzaak geweest voor de verdwijning van deze soort.

## Kenmerken
Deze soort is alleen bekend van twee exemplaren die voor 1874 op de Palau-eilanden zijn verzameld. Het holotype, een jong mannetje geconserveerd in alcohol, bevond zich oorspronkelijk in het Godeffroy Museum in Hamburg en werd later eigendom van het Natural History Museum in Londen. De schedel werd verwijderd voor onderzoeksdoeleinden en is zo ernstig beschadigd dat hij niets meer kan bijdragen aan de verklaring van dit individu. Pteropus pilosus was nauw verwant aan Pteropus pselaphon. De eerste snijtand en de tweede premolaar waren echter langer, de vacht veel korter en het scheenbeen en de onderarm minder dik bedekt met vacht. Alleen de afmetingen van het holotype zijn bekend: De spanwijdte is 60 centimeter, de onderarmlengte 151,5 mm, de scheenbeenlengte 63 millimeter en de oorlengte 25,5 millimeter. De tweede snijtand is drie keer (2,5 keer bij Pteropus pselaphon) zo groot als de eerste. De eerste premolaar is twee keer zo groot als de derde molaar. De lengte van de rugvacht is ongeveer 20 millimeter (30 millimeter bij Pteropus pselaphon). De rug en stuit zijn chocoladebruin en opvallend gespikkeld met lange, glanzende witgrijze of beige-grijze haren. De borst, buik en flanken zijn lichter van kleur dan de bovenkant, variërend in tint tussen cassowarybruin en marsbruin. De vacht van de onderkant is dik afgewisseld met lange, grove, geelbruine haren. De mantel en het achterhoofd zijn diep geelbruin. Aan de zijkanten van de nek verandert de kleur in chocoladegeel bruin en aan de nek in kasuarisbruin. De mantel is enigszins, de zijkanten van de nek en de nek zijn dikker gespikkeld met grove geelbruine haren. Het midden van de kop is goudgeelbruin. Het voorhoofd, de bovenkant van de kop, de zijkanten van de kop, de kin en de keel zijn donker kasuarisbruin, dik afgewisseld met geelbruine of grijswitte haren.

## Uitsterven
Uitgebreide zoektochten naar deze soort mislukten in 1931. Waarom Pteropus pilosus uitstierf is nog steeds niet helemaal duidelijk, vooral omdat Pteropus pelewensis vandaag de dag nog steeds voorkomt op Palau. De belangrijkste reden zou overbejaging door de Palau-eilanders kunnen zijn geweest.
Pteropus admiralitatum · Pteropus aldabrensis · Pteropus alecto · Pteropus anetianus · Pteropus aruensis · Pteropus brunneus · Pteropus caniceps · Halstervleerhond (Pteropus capistratus) · Pteropus chrysoproctus · Pteropus cognatus · Pteropus conspicillatus · Pteropus dasymallus · Pteropus faunulus · Pteropus fundatus · Vliegende vos (Pteropus giganteus) · Pteropus gilliardorum · Pteropus griseus · Pteropus howensis · Pteropus hypomelanus · Chuukvleerhond (Pteropus insularis) · Pteropus intermedius · Pteropus keyensis · Comorenvleerhond (Pteropus livingstonii) · Pteropus lombocensis · Pteropus loochoensis · Lyles vleerhond (Pteropus lylei) · Pteropus macrotis · Pteropus mahaganus · Pteropus mariannus · Pteropus melanopogon · Pteropus melanotus · Pohnpeivleerhond (Pteropus molossinus) · Pteropus neohibernicus · Zwarte vleerhond (Pteropus niger) · Pteropus nitendiensis · Pteropus ocularis · Pteropus ornatus · Pteropus pelewensis · Pteropus personatus · Pteropus pilosus · Pteropus pohlei · Grijskopvleerhond (Pteropus poliocephalus) · Boninvleerhond (Pteropus pselaphon) · Pteropus pumilus · Pteropus rayneri · Pteropus rennelli · Rodriguesvleerhond (Pteropus rodricensis) · Rode vleerhond (Pteropus rufus) · Pteropus samoensis · Pteropus scapulatus · Pteropus seychellensis · Pteropus speciosus · Pteropus subniger · Pteropus temminckii · Pteropus tokudae · Tongavleerhond (Pteropus tonganus) · Pteropus tuberculatus · Pteropus ualanus · Kalong (Pteropus vampyrus) · Pteropus vetulus · Pembavleerhond (Pteropus voeltzkowi) · Pteropus woodfordi · Pteropus yapensis